# Clairière de défrichement
Une clairière de défrichement est une zone, jusqu'alors non défrichée, émergeant d'une première installation humaine. L'homme commence généralement par défricher les abords immédiats de l'endroit où il s'est installé, créant ainsi une clairière dans la végétation naturelle. Par la suite, la croissance démographique va rendre nécessaire l'extension de cette clairière, souvent son essaimage, ce qui provoque la création de nouvelles clairières. Si l'expansion de la population continue, les différentes clairières se rejoignent progressivement, ce qui peut provoquer la disparition totale de la végétation naturelle préexistante,.
Mais généralement, si la pression démographique est modérée, les zones naturelles situées à la périphérie des terroirs habités restent en tout ou partie non défrichées. L'observation des cartes montre alors souvent, coïncidant peu ou prou avec les limites communales, la persistance de bois, forêts, landes ou tout autre type de végétation naturelle.